# ハッピータイム (テレビ番組)
『ハッピータイム』は、チューリップテレビで1990年10月1日から放送されている長寿番組である。

## 概要
- チューリップテレビの自社制作番組で唯一、1990年10月1日の開局当時から放送されている。当初はニュース番組『ちゅうりっぷワイド ホップ ステップ チューリップ』の1コーナーとして放送されていたが、1995年に単独番組化した。なお、番組表への掲載は1993年4月6日時点で既に行われていた[1]。

## 放送時間
- 月曜日 - 金曜日 11:23 - 11:30
- 土曜日 17:23 - 17:30
- 日曜日 16:24 - 16:30

※1997年頃は、早朝に放送されていた時期がある
※『オールスター感謝祭』などの大型特番やスポーツ中継の放送日や年末年始には放送時間が変更される場合がある（その際には事前にCMで告知される）。放送休止は原則として無く、ほぼ毎日放送されている。

## オープニング映像
- 単独番組化した当初は、箱から取り出されたバースデイケーキの実写映像に「ハッピータイム」と表示する映像を使用していたが、チューリップテレビのマスコットキャラクター「さいたろうくん」と「さきちゃん」が誕生してからは、彼らが登場するアニメーションを用いるようになった。2013年現在では、CG映像に「ハッピータイム」と表示する映像を使用している。

## 主な内容
- その日に誕生日を迎える富山県内在住の子ども[4]を写真付きで紹介している。稀に大人や県外在住の子どもを紹介することもある。

2000年ごろまでは住所は富山市○○町などとテロップ表示していたが、個人情報保護のためか、後に都道府県・市町村名のみの表示となった。
また、2024年（令和6年）1月1日放送分から、住所（都道府県・市町村）表示が廃止され、氏名と年齢のみの表示となる。

## ハッピータイム+
2009年3月30日から2010年3月26日までは、平日放送分のみ『チューリップワイド ハッピータイム+』（チューリップワイド ハッピータイムプラス）と題して生放送されていた。日替わりコーナーや『総力報道!THE NEWS』内のローカル枠『チューリップワイド THE NEWS』の予告も放送されていた。土曜日放送分と日曜日放送分については、従来通りに『ハッピータイム』として放送されていた。
同タイトルでの放送開始当初は、チューリップテレビがTBSとの同時ネットで放送していた『サカスさん』の直前の時間帯に放送されていたが、同局が2009年6月に『サカスさん』の同時ネットを打ち切り、同年12月まで平日夕方枠がドラマ再放送枠となったことから、ドラマ2話放送の合間に放送されていたこともある。

### 放送時間
平日の放送では直前枠の番組からステーションブレイク無しで放送開始し、終了時にも同様に直後枠の番組へステーションブレイク無しで繋いでいた。月曜日だけ放送時間が短いのは、直前に『チューリップまんが劇場』（テレビ東京製作の30分アニメを85分間に3本放送する枠）が編成されていた影響である。
- 月曜日 16:45 - 16:53
- 火曜日 - 金曜日 16:43 - 16:53

### 出演者
- 西美香
- 鎌田香奈

### 主なコーナー
火曜日 - 金曜日に日替わりで放送していた。これ以外にも、近日に富山県内で行われるイベントの情報や下記以外の特集を放送することがあった。
- ハッピーくらぶ（チューリップテレビ公式サイト内の無料コンテンツ）連動企画
  - 野菜ソムリエによる料理レシピの紹介、話題の本などを紹介。
- クチコミ家族ごはん
  - 視聴者から送られたオススメの飲食店を紹介。
- 今週のキニナル!
  - 毎回、普段の生活に関わるテーマを取り上げて視聴者に投票。視聴者から送られた意見は『チューリップワイド THE NEWS』で紹介。
- ちょっと巻き戻し
  - 過去の懐かしい映像をナレーションと共に放送。
- 季節のオススメグッズ プレゼント
  - 季節に応じたオススメグッズを紹介、視聴者プレゼントも行なっていた。

## ハッピータイム☆スペシャル〜あなたと、幸せな時間を。
- 2013年1月1日 16:30 - 17:35に放送されたスペシャル版。ハイキングウォーキングをゲストに迎え、それまでの放送を振り返っていた。また、制作現場の紹介も行った。

### 出演者
- ハイキングウォーキング
  - 松田洋昌
  - 鈴木Q太郎
- 日比あゆみ